# 魔法少女拉拉貝爾
《魔法少女拉拉貝爾》（日语：魔法少女ララベル），又譯《小仙女麗寶》，是東映動畫製作的原創魔法少女動畫以及藤原榮子的少女漫畫作品。於1980年2月15日播放至次年2月27日，全49話。是東映動畫魔法少女系列第11部作品、系列的最終作。為首齣名稱含有「魔法少女」（まほうしょうじょ）字詞的動畫作品。但當中主角仍以「魔女」為定位設定，只有簡單的人物造型加上一支魔棒，沒有華麗的魔法少女服裝和搶眼的變身場面。

## 概要
以前「東映魔法少女動畫」，也有以日本作為舞台的作品，比較有無國籍的要素方面比較多，本作品是以日本的下町為舞台，並將其日本的特徵給描述出來。並向故事來放進「諺語和格言」的方式展開那其中一個部份，而每回故事裡大部分都和作造爺爺說過的「諺語和格言」息息相關 。這是從前作「花仙子露露」的「花語」引繼而來的。
本作品是原創動畫作品，藤原榮子是為角色設計原案。在小學館的學年度學習雜誌的連載漫畫，不是「原作」，而是「漫畫版」。節目標題與作品設定是辻真先的劇本。鐘紡把有關「鐘（貝爾）」相關名稱很多都給註冊商標，因此決定故事的標題前是非常辛苦的。由於發生很多事情，所以辻只擔任第一話的劇本，在那之後由曾田博久、城山昇、金春智子、安藤豐弘他們4名組成擔任互換劇本的順序人員。
接檔之節目「你好！珊蒂貝爾」，採用了和魔法少女無關的故事。這是因為「以前和現代的女孩子們的強烈性不同，對於魔法的憧憬是不存在的」，這是製作者片面的判斷。

## 故事
在魔法世界努力修行的拉拉貝爾，某一天看見進去偷取魔法道具的魔法皮箱的畢斯卡斯。拉拉貝爾正打算拿回魔法皮箱，但是畢斯卡斯使用了像呼拉圈一樣的魔法道具，使他們掉落到人類的世界。有兩個魔法皮箱，都在兩人各自的手中。
在魔法界的常識無法通用，而且也沒辦法返回魔法界，沒地方去的拉拉貝爾，被感情深厚的親切老夫婦幫助，而被收養在立花家。在老夫婦的外孫女，回鄉探親的輝子或稱手子，與那個好朋友戶子（松宮敏子）關係很要好，拉拉貝爾在人間界累積各式各樣的經驗，漸漸地她變得很喜歡人間界。
另一方面畢斯卡斯，與當騙子的男子・落葉一起過來當夥伴，也開始使用偷來的魔法道具，他在人間界使用小聰明並接連不斷的做起壞事來。可是不管怎樣做到最後都是好事，是因為拉拉貝爾的活躍的關係讓他都以失敗收場。不過在當他們在社會上的清況變得很強勢時，畢斯卡斯討厭人類變得越來越殘忍。
拉拉貝爾到人間界後過了一年，就在這一天代替生日而被慶祝的時候，畢斯卡斯企圖要奪取拉拉貝爾持有的魔法皮箱。被暴力電影所影響的畢斯卡斯，他以咲花町黑暗世界的老闆為目標，在奪走敵人的皮箱就代表勝利了。他不聽從拉拉貝爾等人的勸導如「和人類保持良好的關係」，但卻被畢斯卡斯說「無論如何魔法使不可能和人類成為關係很好朋友的」的惡言。然後畢斯卡斯就綁架了立花老夫婦，並要求他們倆交出魔法皮箱。
在欺騙了立花老夫婦後，畢斯卡斯順利成功的奪取了皮箱。由於作戰的魔法忘了落葉變成蝙蝠的樣子的事情。沒有變回來而困擾的落葉就向拉拉貝爾求助，拉拉貝爾從落葉那裡知道雪山的藏匿處。之後為了奪回皮箱，兩人開始用魔法交戰。不久天也黑了，兩人發現彼此用的魔法皮箱中的魔法道具都用盡了，接著看見了「如果道具用盡，魔法就會消失」的規則而非常訝異。如果兩人不能使用魔法，那兩人只不過是普通的人。
在雪山遇難的兩人。並以還是蝙蝠樣子的落葉為首要目標，在聽說落葉所住的咲花町後，大家在那花了一晚終於找到他了。在他們要和大家說再見時，魔法皮箱和拉拉貝爾的魔法棒、畢斯卡斯的大禮帽也消失了，也就是他們倆魔法完全消失了。
經過這件事之後畢斯卡斯決定改過自新，然後與變回原樣的落葉一起展開人類修行的旅程。而拉拉貝爾，就做著普通的人類和朋友們一起生活在喜悅之中。

## 主要登場人物

### 魔法使
立花拉拉貝爾（たちばな ララベル）
配音：堀江美都子（日本）；黃麗芳 （香港）
主角。新手魔法使。好奇心旺盛又好管閒事。被畢斯卡斯給捲入人間界，「掉落」在下町充滿溫情的咲花町。在魔法界的身高是15安徒生、體重是380格林、年齡是1980佩羅。（第1話）
在人間界最初是讀小學4年級，在第8話晉級成為小學5年級。除了使用魔法以外也是個會有喜怒哀樂的普通女孩子，回不到魔法界的她與人間界各式各樣的人們接觸，並慢慢的成長。
與小貓畢拉，是個她從魔法界帶來有點胖的雄貓。並從胸口的星形墜飾取出魔法棒，使用簡單的魔法。
施法咒語是［貝拉露露 貝拉露露 貝拉拉露拉（樂）］，但使用簡略的（貝拉拉露樂）比較多。在片尾使用印象深刻的成語。粉紅色的連衣裙，是梅奶奶的手藝。
畢斯卡斯高林（ビスカス たかばやし）
配音：田中崇（日本）； （香港）
另一個魔法使。看起來像馬戲團的團長，戴著大禮帽和穿著燕尾服，有著茄子一樣的臉，看起來是體型肥胖的中年男子。由於他在魔法界是很不起眼的，所以到了人間界就變的很偉大並使用偷來的魔法道具。用一個皮箱來干擾其他人，無論如何他「潛入」了人間界。
與拉拉貝爾一樣，為了不是很明白人間界的道理，對於夥伴落葉的勸告也草草了事，每次都使出笨拙的計畫然後都失敗收場。使用拿起木槿刺入大禮帽的簡單魔法，主要咒語是（多羅隆帕！）。西維是，他並帶著從魔法界帶來很苗條的小貓。他愛吃的東西是鳴門的拉麵。
畢拉
拉拉貝爾的寵物公貓。
西維
畢斯卡斯的寵物公貓。

### 人類們
人類的名字，取的大多是來自於植物相關的名字。
竹村輝子（手子）（たけむら てるこ（テコ））
配音：塚瀨紀子（日本）； （香港）
拉拉貝爾的好朋友。戴著眼鏡。立花作造的外孫女。父母在海外工作，因此被停留在立花家。在第2話知道拉拉貝爾的真面目，也知道她的秘密。是個有同情心又溫柔的少女，有點稍微羨慕人的地方。
松宮敏子（戶子）（まつみや としこ（トコ））
配音：松島實（日本）； （香港）
手子的好朋友。僕娘。很快就和拉拉貝爾很親近，豪邁的個性。父母是知識分子，不相信魔法的存在。在劇中除了和楓老師打網球有穿裙子，在那以外都是以穿褲子為主。
立花作造（たちばな さくぞう）
配音：八奈見乘兒（日本）； （香港）
拉拉貝爾最初遇到人類的其中一人。手子的外公。是個性頑固但感情深厚的老爺爺，擔任花咲町的町內會長但好管閒事。經常使用含有諺語含意的話。主要穿著和服過生活。
立花梅（たちばな うめ）
配音：宮崎惠子（日本）； （香港）
拉拉貝爾最初遇到人類的其中一人。手子的外婆。是個支持著作造爺爺的賢妻良母類型的老奶奶。主要穿著和服過生活，對於運動和洋裝方面也很愛好，也有時髦的一面。
落葉積郎（おちば つもろう）
配音：辻茂（日本）； （香港）
畢斯卡斯在人間界的夥伴。畢斯卡斯在人間界咲花町賣拉麵的攤子那裡相遇，那個時候畢斯卡斯用魔法修理壞掉的攤子，被誤認為是「魔術師」，在那之後稱呼畢斯卡斯為老師，並協助他做壞事。曾被畢斯卡斯的魔法變成老人和狗、蝙蝠等等下場很淒慘。不過他也有背叛畢斯卡斯的時候，雖然他做壞事但是他並不是打從心底都是壞胚子。在最終話為了自己成為畢斯卡斯的幫手。商標是頭部後面的葉子，一旦有壞主意就會閃亮而出現，但是失敗的話就會掉落。
竹村花子（たけむら はなこ）
配音：松島實（日本）； （香港）
手子的母親也是作造和梅的女兒。對教育方面非常熱情，也有樂中於流行的方面，是個非常普通的主婦。
竹村竹男（たけむら たけお）
配音：佐藤正治（日本）； （香港）
手子的父親。是個平凡的上班族，工作調動方面也很多。故事開始時被調動但也回來了，並帶回留在立花家的女兒。
由利蕾（ゆり つぼみ）
配音：中谷有美（日本）； （香港）
拉拉貝爾的同學。成為拉拉貝爾戀愛對手的人物。由利建設社長的獨生女，是個炫耀自己有錢又任性的女孩。有3個跟班。
有像村木哲也這樣的家庭教師，對他就像「哥哥」般愛慕。
蓮根衫太郎（はすね すぎたろう）
配音：龍田直樹（日本）； （香港）
拉拉貝爾的同學。有著毬栗頭的孩子王。人雖然很粗魯，但是心地善良。是這地區柔道方面最有力的選手。
蓮根松太郎（配音員：雨森雅司）
衫太郎的父親。
花園楓（配音員：信澤三惠子）
拉拉貝爾5年級時的新任級任老師。是個美人並在網球和自行車方面也能得心應手的運動員。但是那個行動受到父母的抗議。
和兒童們處的很不融洽，不過在她把自己的心意告訴兒童們說「希望不讓自己被性別所束縛」後，就消除了她與兒童們的隔閡。
椿森夫（配音員：鹽澤兼人）
拉拉貝爾她們所憧憬的人。以滑翔翼為首，他有在網球、攝影機等方面的多項興趣。因為畢斯卡斯的惹事生非的緣故他差一點就成為偶像明星了。
在第48話出發前往待在奧地利的雙親那裡。
椿幹夫（配音員：田中秀幸）
森夫的哥哥。小蕾的父親經營的網球俱樂部的專屬教練。是花園老師的戀人，那是來自於大學時期的網球隊部長時代的緣分。由於畢斯卡斯用的魔法讓他愛上別人而被花園老師討厭，但在拉拉貝爾的活躍下讓畢斯卡斯的壞事蹟敗露。
佐倉稔（配音員：鈴木富子）
作造經營「立花莊」的居民，是個幼稚園的男孩子。在第4話與拉拉貝爾做過約會的約定。
佐倉惠（配音員：川島千代子）
小稔的母親。職業是護士，她工作醫院的院長被畢斯卡斯勾結而暗中行動。
了然和尚（配音員：清川元夢）
寶禪寺的住持，小稔上幼稚園的園長，畢斯卡斯用魔法讓他失去了對園內兒童們的信用，打算取而代之的奪取園長的位置。

## 主題歌、插入歌
片頭曲
「你好！拉拉貝爾」（ハローララベル，第1話～第49話）
作詞：伊藤皓，作曲：泉拓，編曲：親泊正昇，歌：堀江美都子、哥倫比亞搖籠會
片尾曲
「魔法少女拉拉貝爾」（魔法少女ララベル，第1話～第49話）
作詞：伊藤皓，作曲：泉拓，編曲：親泊正昇、歌：堀江美都子、哥倫比亞搖籠會
插曲
「給你」（あなたへ）
作詞：武鹿悅子，作曲：泉拓，編曲：親泊正昇，歌：堀江美都子
「咲花小學校歌」（咲花小学校スクールソング）
作詞：伊藤皓，作曲：泉拓，編曲：親泊正昇，歌：堀江美都子、哥倫比亞搖籠會
「愛的魔法」（愛の魔法）
作詞：武鹿悅子，作曲：渡邊岳夫，編曲：市久，歌：堀江美都子、The Chirps
「我的日記本」（私の日記帳）
作詞：碓冰夕燒，作曲：渡邊岳夫，編曲：久石讓，歌：堀江美都子、The Chirps
「我的美麗小鎮」（マイビューティフルタウン，第33話）
作詞：伊藤皓，作曲：渡邊岳夫，編曲：久石讓，歌：堀江美都子、蟋蟀'73
「萬歲！畢斯卡斯」（ビバ!ビスカス，第31、33話）
作詞：碓冰夕燒，作曲：渡邊岳夫，編曲：市久，歌：田中崇、哥倫比亞搖籃會
「拉拉貝爾進行曲」（ララベルマーチ，第31話）
作詞：伊藤皓，作曲：武市昌久，編曲：武市昌久，歌：堀江美都子、哥倫比亞搖籠會
「相同星星的朋友」（おなじ星のともだち）
作詞：武鹿悅子，作曲：武市昌久，編曲：武市昌久，歌：堀江美都子、蟋蟀'73、哥倫比亞搖籠會

## 每集標題
播映期間：1980年2月15日 - 1981年2月27日 毎週星期五19時00分 - 19時30分、朝日電視台系列。全49話。＋劇場公開作品1話
| 話數   | 副標題                   | 播映日         | 腳本     | 演出       | 作畫監督   | 美術              | 今日的諺語 （諺語・格言）  |
| ------ | ------------------------ | -------------- | -------- | ---------- | ---------- | ----------------- | -------------------------- |
| 1      | 非常討厭人類             | 1980年2月15日  | 辻真先   | 設樂博     | 大鹿日出明 | 伊藤英治          | 欲速則不達！               |
| 2      | 祕密夥伴是另一個人       | 1980年2月22日  | 曾田博久 | 古澤日出夫 | 松本清     | 山口俊和          | 不打不成交！               |
| 3      | 人行道擋住去路           | 1980年2月29日  | 城山昇   | 寒竹清隆   | 木暮輝夫   | 山口俊和          | 後悔莫及！                 |
| 4      | 與年紀小的男孩子交往     | 1980年3月7日   | 金春智子 | 佐佐木正廣 | 阿部正巳   | 伊藤岩光          | 養子方知父母恩             |
| 5      | 報名町會長候選           | 1980年3月14日  | 安藤豐弘 | 遠藤勇二   | 鹿島恒保   | 山口俊和          | 一支箭折的斷，十支箭折不斷 |
| 6      | 沒有調動工作             | 1980年3月21日  | 城山昇   | 山本寛巳   | 田代和男   | 伊藤英治          | 一石二鳥！                 |
| 7      | 對天空憧憬的人           | 1980年3月28日  | 金春智子 | 長谷川康雄 | 進藤滿尾   | 山口俊和          | 百折不撓！                 |
| 8      | 美人老師乘春風來         | 1980年4月4日   | 曾田博久 | 佐佐木正廣 | 大鹿日出朗 | 山口俊和          | 師徒三世                   |
| 9      | 孤獨一人的家長會         | 1980年4月11日  | 安藤豐弘 | 古澤日出夫 | 松本清     | 襟立智子          | 良藥苦口，忠言逆耳         |
| 10     | 生日與看不見的禮物       | 1980年4月18日  | 城山昇   | 遠藤勇二   | 永木龍博   | 伊藤英治          | 好心有好報                 |
| 11     | 護身符袋裡的秘密         | 1980年4月25日  | 金春智子 | 山吉康夫   | 阿部正巳   | 山口俊和          | 三歲看大，七歲看老         |
| 12     | 和解人是小學五年級生     | 1980年5月2日   | 曾田博久 | 山本寛巳   | 鹿島恒保   | 秦秀信            | 不管成否姑且一試！         |
| 13     | 重逢的紅鞋               | 1980年5月9日   | 安藤豐弘 | 福島和美   | 田代和男   | 襟立智子          | 必要產生智慧               |
| 14     | 交換日記的白頁           | 1980年5月23日  | 曾田博久 | 遠藤勇二   | 進藤滿尾   | 山口俊和          | 事出意外                   |
| 15     | 寵物是惡作劇小狸貓       | 1980年5月30日  | 城山昇   | 古澤日出夫 | 松本清     | 秦秀信            | 如意算盤                   |
| 16     | 從謊言中誕生的美人       | 1980年6月13日  | 金春智子 | 設樂博     | 永木龍博   | 伊藤英治          | 因果報應                   |
| 17     | 破涕為笑的健行           | 1980年6月27日  | 曾田博久 | 福島和美   | 大鹿日出朗 | 山口俊和          | 終成眷屬                   |
| 18     | 憧憬的鑰匙兒童入門       | 1980年7月4日   | 城山昇   | 山吉康夫   | 進藤滿尾   | 山口俊和          | 家花不如野花香             |
| 19     | 討厭園長                 | 1980年7月11日  | 安藤豐弘 | 遠藤勇二   | 進藤滿尾   | 田中資幸          | 一知半解吃大虧             |
| 20     | 非常歡迎夫婦吵架         | 1980年7月18日  | 金春智子 | 福島和美   | 鹿島恒保   | 有川知子 丸森俊昭 | 性急者吃虧                 |
| 21     | 警衛是獎金獵人           | 1980年7月25日  | 曾田博久 | 山本寬巳   | 進藤滿尾   | 襟立智子          | 魔高一尺，道高一丈         |
| 22     | 町內精力充沛的老奶奶     | 1980年8月1日   | 城山昇   | 古澤日出夫 | 松本清     | 山口俊和          | 老樹也會開花               |
| 23     | 打網球不能使用魔法喔！   | 1980年8月8日   | 城山昇   | 遠藤勇二   | 永木龍博   | 田中資幸          | 原形畢露                   |
| 24     | 隱藏照片競賽             | 1980年8月15日  | 金春智子 | 長谷川康雄 | 大鹿日出朗 | 山口俊和          | 壞事傳千里                 |
| 25     | 回來的神明               | 1980年8月22日  | 曾田博久 | 福島和美   | 阿部正巳   | 伊藤英治          | 神預料到的                 |
| 26     | 從畫中跑出來的大老鼠     | 1980年8月29日  | 安藤豐弘 | 山本寛巳   | 鹿島恒保   | 伊藤英治 山口俊和 | 喜歡的事物會越來越上手     |
| 27     | 魔法大受歡迎的流行       | 1980年9月5日   | 曾田博久 | 古澤日出夫 | 松本清     | 山口俊和          | 父母的眼睛是雪亮的         |
| 28     | 少女漫畫家開始發售       | 1980年9月12日  | 金春智子 | 遠藤勇二   | 大鹿日出朗 | 伊藤英治          | 否定自己                   |
| 29     | 欺負孩子為何哭           | 1980年9月19日  | 安藤豐弘 | 古澤日出夫 | 進藤滿尾   | 伊藤英治 山口俊和 | 金玉其外，敗絮其中         |
| 30     | 把調職當海外旅行         | 1980年9月26日  | 曾田博久 | 長谷川康雄 | 阿部正巳   | 山口俊和          | 因禍得福                   |
| 31     | 在世界是第一名的魔法使   | 1980年10月3日  | 安藤豐弘 | 設樂博     | 永木龍博   | 伊藤英治          | 轉禍為福                   |
| 32     | 擊倒是魔法之拳           | 1980年10月10日 | 城山昇   | 古澤日出夫 | 松本清     | 山口俊和          | 有能力的人頭上還有人       |
| 33     | 來自秘密電視台的晚安     | 1980年10月17日 | 曾田博久 | 生賴昭憲   | 鹿島恒保   | 伊藤英治          | 路遙知馬力，日久見人心     |
| 34     | 童話王國的入侵者         | 1980年10月24日 | 安藤豐弘 | 山本寛巳   | 進藤滿尾   | 山口俊和          | 第二次要更小心             |
| 35     | 畢拉的初戀               | 1980年10月31日 | 金春智子 | 遠藤勇二   | 大鹿日出朗 | 山口俊和          | 勇者不懼                   |
| 36     | 花豆記者獨家新聞交戰     | 1980年11月7日  | 金春智子 | 古澤日出夫 | 松本清     | 伊藤英治          | 久居則安                   |
| 37     | 沒有住址的筆友           | 1980年11月14日 | 城山昇   | 生賴昭憲   | 阿部正巳   | 山口俊和          | 弄假成真                   |
| 38     | 老師的戀人是大猩猩       | 1980年11月21日 | 曾田博久 | 山本寛巳   | 永木龍博   | 山口俊和          | 天下沒有不散的宴席         |
| 39     | 順利找到占卜師           | 1980年11月28日 | 金春智子 | 遠藤勇二   | 鹿島恒保   | 伊藤英治          | 詛咒別人，自己也會遭到報應 |
| 40     | 對大衣女王的求婚         | 1980年12月5日  | 城山昇   | 生頼昭憲   | 進藤滿尾   | 山口俊和          | 雄花不結果                 |
| 41     | 滑雪旅行的偶發事件       | 1980年12月12日 | 安藤豐弘 | 遠藤勇二   | 大鹿日出朗 | 山口俊和          | 不義之財攢不住             |
| 42     | 壓歲錢的陷阱             | 1980年12月26日 | 曽田博久 | 古澤日出夫 | 石黑惠     | 牧野光成          | 沒有工作，沒有飯吃         |
| 43     | 被禁止的魔法             | 1981年1月9日   | 城山昇   | 山本寛巳   | 木場田實   | 浦田又治 山口俊和 | 柔能克剛                   |
| 44     | 星星公主的眼淚           | 1981年1月16日  | 安藤豐弘 | 生賴昭憲   | 進藤滿尾   | 牧野光成          | 無名英雄                   |
| 45     | 從美國來的女孩子         | 1981年1月30日  | 金春智子 | 遠藤勇二   | 永木龍博   | 山口俊和          | 歪打正着                   |
| 46     | 挖這邊！野狗落葉         | 1981年2月6日   | 城山昇   | 岡崎稔     | 端名貴勇   | 牧野光成          | 己所不欲，勿施於人         |
| 47     | 來自宇宙的不可思議的使者 | 1981年2月13日  | 安藤豐弘 | 古澤日出夫 | 阿部正巳   | 山口俊和          | 自作自受                   |
| 48     | 再見是愛的旋律           | 1981年2月20日  | 安藤豐弘 | 生賴昭憲   | 鹿島恒保   | 伊藤岩光          | 沉默是金                   |
| 49     | 非常喜歡人類             | 1981年2月27日  | 曾田博久 | 遠藤勇二   | 大鹿日出朗 | 山口俊和          | 開始是大事                 |
| 劇場版 | 海在呼喚的暑假           | 1980年7月12日  | 曾田博久 | 田中浩司   | 進藤滿尾   | 伊藤英治          | 棒打出孝子，嬌養忤逆兒     |

## 劇場版
《魔法少女拉拉貝爾 海在呼喚的暑假》（魔法少女ララベル 海が呼ぶ夏休み）
1980年7月12日，在「東映漫畫祭」內上映。
同時上映「白雪公主」、「怪怪怪的鬼太郎（第2作）」、「電子戰隊電磁人」。
為東映動畫「魔女之子系列」的劇場用新作第2彈，前作是「花仙子露露 你好櫻花王國」。但因為「露露」在電視版結束後才上映，所以本作便成為了首部在電視版的播映中公開的電影作。本作品和後者一様，使用電視版片頭曲和片尾曲，「海在呼喚的夏天」是其副標題。
本作品與番外篇的「露露」不同，故事與電視版銜接。由於舞台是海，可以看到電視版沒出現的拉拉貝爾、手子和戶子的泳裝。還有「露露」的後半是「魔女之子的經典」的其一在京都的後半部登場，並讓本作品同為「魔女之子的經典」的其一「海之少年」也登場。
本作品因為海是舞台，在正常的造型裡面，咲花小學的老師和學生（花園老師、小蕾、衫太郎其他），還有鎮上的人們（椿兄弟、小稔、和尚其他）全都沒有登場。
在劇本準備的階段，拉拉貝爾在火車中突然換成泳衣，手子被珊瑚弄破了衣服，等色調場景被準備著。
東映動畫「魔女之子」的劇場用新作在本作品後再次中斷，在1989年3月19日上映的「秘密的厚子」（第2作的新作）再次展開。
本作品和「露露」一様沒有錄影帶化，不過在2005年11月30日於日本哥倫比亞發售的DVD-BOX「魔法少女拉拉貝爾　DVD-BOX 1」中，有收入映像特典。
故事
拉拉貝爾來到人間界最初的暑假，拉拉貝爾與畢拉・立花夫婦・手子・戶子一起，到手子的叔叔嬸嬸家的民宿「飛魚莊」。但是來迎接的卻是其，兒子（也就是手子的堂兄弟）良太（配音員：山本圭子）。雙親因為熟人的手術而去捐血，他一人待在飛魚莊。但是，最近飛魚莊並沒有什麼人氣。然而，總是做著壞事的畢斯卡斯與落葉，成立了「喬的飯店」，並招攬客人到來。在那裡拉拉貝爾她們為了不服輸也開始了服務的交戰。
可是，意外的魔法事情發生在手子身上而讓拉拉貝爾被誤解了，與畢斯卡斯的戰鬥使用魔法的事情感到猶豫，而落到他的手中。拉拉貝爾自己的處境變得很危險，感到有責任的手子，自己也忘了使用金槌的事，並在海中把魔法棒交給她。在魔力取回的拉拉貝爾變的勇氣百倍，並用魔法懲罰畢斯卡斯和落葉。而後畢斯卡斯和落葉就悽慘的兩眼雙對，然後他們被迫在飛魚莊做著苦勞的困境。不久後良太的父母也回來了。拉拉貝爾她們也心滿意足的享受了海的暑假。

## 相關商品

### 唱片
日本哥倫比亞發售
- 迷你專輯　
  - 你好！拉拉貝爾/魔法少女拉拉貝爾
    - SCS-4998（普通版）：1980年3月1日
    - ZCS-4998（兩面畫面唱片版）：1980年11月
- 黑膠唱片
  - 魔法少女拉拉貝爾 歌與故事　
    - CS-7035：1980年7月/CPY-763：1980年7月（同專輯的卡式磁帶版）。
    - 主題歌和插入歌以外，拉拉貝爾與畢斯卡斯的故事被交替收錄。全10曲

### CD
日本哥倫比亞發售
- 單曲CD
  - 「TIME TRIP CD4」你好！拉拉貝爾/魔法少女拉拉貝爾/你好！珊蒂貝爾/白水仙 
    - CODC-8520：1990年6月1日

＊全部曲目均收錄於堀江美都子的專輯。

### DVD
哥倫比亞音樂娛樂發售
- 『魔法少女拉拉貝爾 DVD-BOX 1』B000B7I3JW 2005年11月30日 第1話到第14話
- 『魔法少女拉拉貝爾 DVD-BOX 2』B000CEK4ZA 2006年2月1日 第15話到第29話
- 『魔法少女拉拉貝爾 DVD-BOX 3』B000E5LIRU 2006年3月29日 第30話到最終第49話

## 相關項目
- 魔法少女
- 波皮（本作品的主要資助商。現在的萬代）
- 昭和筆記（本作品的1個資助商）
- 松下電器（現：Panasonic公司）（同上。只在節目內，拉拉貝爾騎乘自行車CM被播映了。再來這個CM收錄在DVD-BOX版『拉拉貝爾』系列的全巻購入特典DVD）
- 秘密的厚子（第2作）（主角厚子的配音、主題歌和本作品一樣都由堀江美都子擔任。）

## 外部連結
- 魔法少女ララベル （页面存档备份，存于）（東映動畫）（日語）
- 魔法少女拉拉貝爾 - 東映動畫BB獎品（日語）
- 那個聲音、那個造型、那個作品 堀江美都子與『魔法少女拉拉貝爾』（1） （页面存档备份，存于） 2005年10月4日　WEB動畫風格（日語）
- 魔法少女ララベル （页面存档备份，存于）（東映video）（日語）
- 魔法少女ララベル （页面存档备份，存于）（日本電影製作者聯盟）（日語）

## 節目的變遷
| 朝日電視台 星期五19:00節目 | 朝日電視台 星期五19:00節目                         | 朝日電視台 星期五19:00節目 |
| -------------------------- | -------------------------------------------------- | -------------------------- |
|                            | 魔法少女拉拉貝爾 （1980年2月15日 — 1981年2月27日） |                            |
| 花仙子露露                 | 你好！珊蒂貝爾                                     |                            |